# Darien (Connecticut)
Darien é uma vila localizada no estado americano de Connecticut, no Condado de Fairfield.

## Demografia
Segundo o censo americano de 2000, a sua população era de 19.607 habitantes.

## Geografia
De acordo com o United States Census Bureau tem uma área de 38,4 km², dos quais 33,3 km² cobertos por terra e 5,1 km² cobertos por água.

## Localidades na vizinhança
O diagrama seguinte representa as localidades num raio de 24 km ao redor de Darien.